# Der Loulou
Der Loulou ist ein französischer Spielfilm von Maurice Pialat aus dem Jahr 1980. Die Hauptrollen in dem Sozialdrama spielen Isabelle Huppert und Gérard Depardieu.

## Handlung
In einer Diskothek lernt Nelly den arbeitslosen Herumtreiber Loulou kennen und verbringt die Nacht mit ihm. Als sie am nächsten Tag zu ihrem Mann André, dem Chef einer kleinen Werbeagentur, zurückkehrt, will dieser sie aus der Wohnung werfen. Doch dann versöhnen sie sich wieder. Aber anstatt ihn zu einem Arbeitsessen zu begleiten, landet Nelly erneut in den Armen von Loulou.
Sie verbringt ihre Zeit mit Loulou und seiner Clique. Loulou war schon mal im Gefängnis und verkehrt immer noch in kriminellen Kreisen. Nelly bezahlt das billige Hotelzimmer, in dem sie zusammen wohnen, und fühlt sich wohl. Hilflos versucht André, sie wieder zurückzuerobern. Gegen Loulous sexuelle Anziehungskraft und seinen „machohaften“ Charme scheint er keine Chance zu haben.
Als Nelly schwanger wird, mietet sie eine kleine Wohnung. Sie schläft noch einmal mit André und wird von Loulou zu einem Einbruch mitgenommen. Diesen kriminellen Akt findet sie als Tochter aus gutem Hause faszinierend. Aber allmählich, insbesondere nach dem Angebot ihres Bruders Michel, Loulou bei der Arbeitssuche zu helfen, wachsen in Nelly Zweifel an einer unbeschwerten Zukunft.
Nach einem Essen auf dem Lande bei Loulous Mutter mit seinen Geschwistern und Freunden geht Loulous Schwager mit dem Gewehr auf einen von Loulous Knastfreunden los. Die Eifersuchtsszene endet zwar glimpflich in einem wüsten Handgemenge, ist aber mit ein Auslöser, dass Nelly das Kind abtreiben lässt. Loulou, der sich auf das Kind gefreut hatte, ohne sich wirklich darüber Gedanken zu machen, wie sehr sich dadurch ihre Lebenssituation verändert haben würde, ist sauer. Am Ende torkeln Nelly, halbwegs nüchtern, und Loulou, volltrunken, spätnachts eng umschlungen aus ihrem Stammcafé.

## Kritiken
Das Lexikon des internationalen Films bezeichnete den Film als „Zustandsbeschreibung einer Gruppe von Aussteigern, die Motive und soziales Umfeld nicht näher beleuchtet“, und führte weiter aus: „Durch die weitgehend unkritische Zeichnung der Figuren und seine unentschiedene Haltung verliert der Film an Glaubwürdigkeit.“
Der Spiegel fand, der Film zeige „ein Milieu, um das sich das französische Schaumgebäck-Kino der letzten Jahre naserümpfend gedrückt hat“. Pialats Regiearbeit erinnere an die „frühen Renoir-Filme […], ohne allerdings deren romantische Poesie zu erreichen“. Karsten Witte schrieb in Die Zeit, Der Loulou sei einer dieser „Möglichkeits-Filme, die den Alltag nicht durch Behauptungssätze festschreiben, sondern zwischen den Zeilen entdecken und diese Entdeckung ohne Rücksicht auf Sinnverlust ins Spiel bringen“. Diese Filme „gelingen selten“. Regisseur Pialat drehe jedoch Werke, „von denen Jungfilmer nur träumen“.

## Auszeichnungen
- 1980: Nominierung für die Goldene Palme als Bester Film bei den Internationalen Filmfestspielen von Cannes
- 1981: Nominierungen für den César in den Kategorien Bester Film, Beste Hauptdarstellerin (Isabelle Huppert) und Bester Nebendarsteller (Guy Marchand)

## Synchronisation
| Rolle                 | Darsteller          | Synchronsprecher   |
| --------------------- | ------------------- | ------------------ |
| Nelly                 | Isabelle Huppert    | Susanna Bonasewicz |
| Loulou                | Gérard Depardieu    | Wolfgang Pampel    |
| André, Nellys Ex-Mann | Guy Marchand        | Elmar Wepper       |
| Michel, Nellys Bruder | Humbert Balsan      | Uwe Paulsen        |
| Rémy                  | Bernard Tronczak    | Ulrich Matthes     |
| Pierrot               | Christian Boucher   | Torsten Sense      |
| Oma                   | Jacqueline Dufranne | Christine Gerlach  |